# Иван Тричков (революционер)
 Тази статия е за българския революционер, деец на ВМОРО.  За българския комунист и милиционер също от Белица вижте Иван Сергеев Тричков.  За художника от Враца вижте Иван Тричков (художник).
Иван Савев Тричков е български революционер, деец на Вътрешната македоно-одринска революционна организация.

## Биография
Роден е на 15 октомври 1881 година в град Белица, тогава в Османската империя, в родолюбиво семейство. Израства в родния си край. включва се активно в националноосовободителното движение на българите в Македония и в 1900 година става редовен член на ВМОРО. Като легален член, се заема с посрещане и изпращане на чети и оръжие. В септември 1901 година е арестуван в Мехомия около събитията по аферата „Мис Стоун“ заедно с другари от Белица и Банско. Закарани са в Сяр, където лежат в затвора 8 месеца, а след това съдът ги оправдава по обвинения, че са политически престъпници. На 25 октомври 1902 година отново е затворен от османските власти и е подложен на мъчения, за да издаде какво оръжие е скрито в Белица, но Иван Тричков не издава тайните. Затова е осъден от властите на един месец строг тъмничен затвор в Мехомия. В 1903 година Тричков става нелегален и се присъединява към районния войвода от Банско Симеон Молеров. При избухването на Илинденско-Преображенското въстание в 1903 година участва в боеве край Белица и с негова помощ местното население е изведено далеч от конфликта. Взема участива в Балканската война, включвайки се в организираната помощ на българската войска. След освобождението на Мехомия, заминава с редовете на войската, със 70 пехотен полк. Участва и в Първата световна война с 54 пехотен полк, като взима дейно участие във всички боеве.
На 20 февруари 1943 година, като жител на Белица, подава молба за българска народна пенсия. Свидетели на молбата са Георги Иванов Ковачев, Яне Иванов Богатинов и Кръстю Георгиев Алексов от Белица. Молбата е одобрена и пенсията е отпусната от Министерския съвет на Царство България.